# Kiemunkivaara
Kiemunkivaara är en kulle i Finland.   Den ligger i den ekonomiska regionen  Östra Lapplands ekonomiska region  och landskapet Lappland, i den norra delen av landet, 800 km norr om huvudstaden Helsingfors. Toppen på Kiemunkivaara är 239 meter över havet.
Terrängen runt Kiemunkivaara är huvudsakligen platt.Runt Kiemunkivaara är det mycket glesbefolkat, med 2 invånare per kvadratkilometer. Närmaste större samhälle är Pyhäjärvi, 14,0 km väster om Kiemunkivaara. 